# Barchet-Quartett
Das Barchet-Quartett ist ein 1952 gegründetes Streichquartett.
Folgende vier Musiker bildeten das Ensemble: Reinhold Barchet (1. Violine) war von 1946 bis 1952 erster Konzertmeister des Stuttgarter Kammerorchesters und leitete seit 1955 die Meisterklasse seines Instruments an der Städtischen Akademie für Tonkunst Darmstadt. Als Solist unternahm er regelmäßig Konzertreisen im In- und Ausland. Will Beh (2. Violine) wirkte als Konzertmeister des Stuttgarter Philharmonischen Orchesters. Der Bratschist Hermann Hirschfelder war von 1939 bis 1951 Mitglied des Strub-Quartetts, 1945 bis 1948 erster Solobratscher der Berliner Philharmoniker, 1948 bis 1951 Professor an der Nordwestdeutschen Musikakademie Detmold. Helmut Reimann war 8 Jahre Violoncellist im Zernick-Quartett. Anlässlich der vollständigen Aufnahme der 28 Streichquartette und 6 Streichquintette Mozarts (mit Emil Kessinger 2. Bratsche) erhielt das Barchet-Quartett im Jahre 1959 den Grand Prix du Disque. Anschließend erntete das Ensemble große Erfolge in Paris.
Zum Barchet-Quartett schrieb die Stuttgarter Zeitung am 18. April 1961:

„Bedenkt man, daß sich hier vier Konzertmeister vereinigen, die gewohnt sind, ganze Orchester beziehungsweise Gruppen zu führen, so ist man immer wieder erstaunt über die hervorragenden kammermusikalischen Fähigkeiten, die sie zu einem der überzeugendsten Ensembles dieser Spezies machen. Intelligenz und temperamentvolles Musikantentum halten sich vollkommen die Waage.“

Das Quartett löste sich 1962 auf.